# Montdurausse
Montdurausse (okzitanisch: Montdurauça) ist eine südfranzösische Gemeinde mit 394 Einwohnern (Stand: 1. Januar 2022) im Département Tarn in der Region Okzitanien. Die Gemeinde gehört zum Arrondissement Albi und zum Kanton Vignobles et Bastides. Die Bewohner werden Montduraussois und Montduraussoises genannt.

## Geografie
Montdurausse liegt etwa 46 Kilometer westlich von Albi und etwa 18 Kilometer südöstlich von Montauban entfernt. Das Gebiet der Gemeinde wird vom Tescounet, vom Montouyre, vom Ruisseau de Nadalou und verschiedenen anderen kleinen Wasserläufen entwässert.
Umgeben wird Montdurausse von den Nachbargemeinden Monclar-de-Quercy im Norden, La Sauzière-Saint-Jean im Osten und Nordosten, Saint-Urcisse im Süden, Verlhac-Tescou im Westen und Südwesten sowie La Salvetat-Belmontet im Westen und Nordwesten.

## Bevölkerungsentwicklung
| Jahr                       | 1962 | 1968 | 1975 | 1982 | 1990 | 1999 | 2006 | 2013 | 2020 |
| Einwohner                  | 260  | 251  | 217  | 265  | 218  | 246  | 299  | 359  | 425  |
| Quellen: Cassini und INSEE |      |      |      |      |      |      |      |      |      |

## Sehenswürdigkeiten
- Kirche Saint-Hilaire aus dem 19. Jahrhundert
- Schloss Las Borde aus dem frühen 17. Jahrhundert
- Ehemaliges Pfarrhaus